# وینتروپ (آیووا)
وینتروپ (به انگلیسی: Winthrop) شهری در ایالت آیووا کشور ایالات متحده آمریکا است که جمعیت آن در سرشماری سال ۲۰۱۰ میلادی، ۸۵۰ نفر بوده‌است.